# Corynocystis
Corynocystis, monotipski rod morskih algi smješten u vlastitu porodicu Corynocystaceae, dio reda Gigartinales.
Jedina vrsta C. prostrata uz obale Filipina u provinciji Sorsogon.